# Lingua livvi
Il livvi o oloneziano o careliano di Aunus è una lingua baltofinnica parlata in Russia e Finlandia.

## Distribuzione geografica
Secondo Ethnologue il livvi è parlato da 14 100 persone nella Repubblica di Carelia, in Russia, e da 5 170 persone in 
Finlandia.

## Alfabeto
La lingua livvi utilizza l'alfabeto latino ed è così composto: Aa Bb Čč	Dd Ee Ff Gg Hh Ii Jj Kk	Ll Mm Nn Oo Pp Rr Ss Šš	Zz Žž Tt Uu Vv Yy Ää Öö '.